# Muddy (Montana)
Muddy és una concentració de població designada pel cens dels Estats Units a l'estat de Montana. Segons el cens del 2000 tenia 627 habitants.

## Demografia
Segons el cens del 2000, Muddy tenia 627 habitants, 149 habitatges, i 129 famílies. La densitat de població era de 8,5 habitants per km².
Dels 149 habitatges en un 63,8% hi vivien nens de menys de 18 anys, en un 41,6% hi vivien parelles casades, en un 31,5% dones solteres, i en un 13,4% no eren unitats familiars. En el 8,7% dels habitatges hi vivien persones soles el 8,7% de les quals corresponia a persones de 65 anys o més que vivien soles. El nombre mitjà de persones vivint en cada habitatge era de 4,21 i el nombre mitjà de persones que vivien en cada família era de 4,34.
Per edats la població es repartia de la següent manera: un 46,4% tenia menys de 18 anys, un 10,5% entre 18 i 24, un 26,8% entre 25 i 44, un 14,8% de 45 a 60 i un 1,4% 65 anys o més.
L'edat mediana era de 20 anys. Per cada 100 dones de 18 o més anys hi havia 85,6 homes.
La renda mediana per habitatge era de 24.688 $ i la renda mediana per família de 23.529 $. Els homes tenien una renda mediana de 26.806 $ mentre que les dones 11.458 $. La renda per capita de la població era de 4.837 $. Aproximadament el 45,4% de les famílies i el 59,9% de la població estaven per davall del llindar de pobresa.

## Poblacions properes
El següent diagrama mostra les poblacions més properes.